# شيشق
شيشق أو شيشاق أو شوشق (بالعبرية: שישק، وبالإغريقية: Σουσακίμ، سوساكم) كان، وفقًا للكتاب المقدس العبري التناخ، فرعونًا مصريًا اجتاح أورشليم في القرن العاشر قبل الميلاد. عادة ما يتم تحديده مع الفرعون شيشنق.

## السرد التوراتي

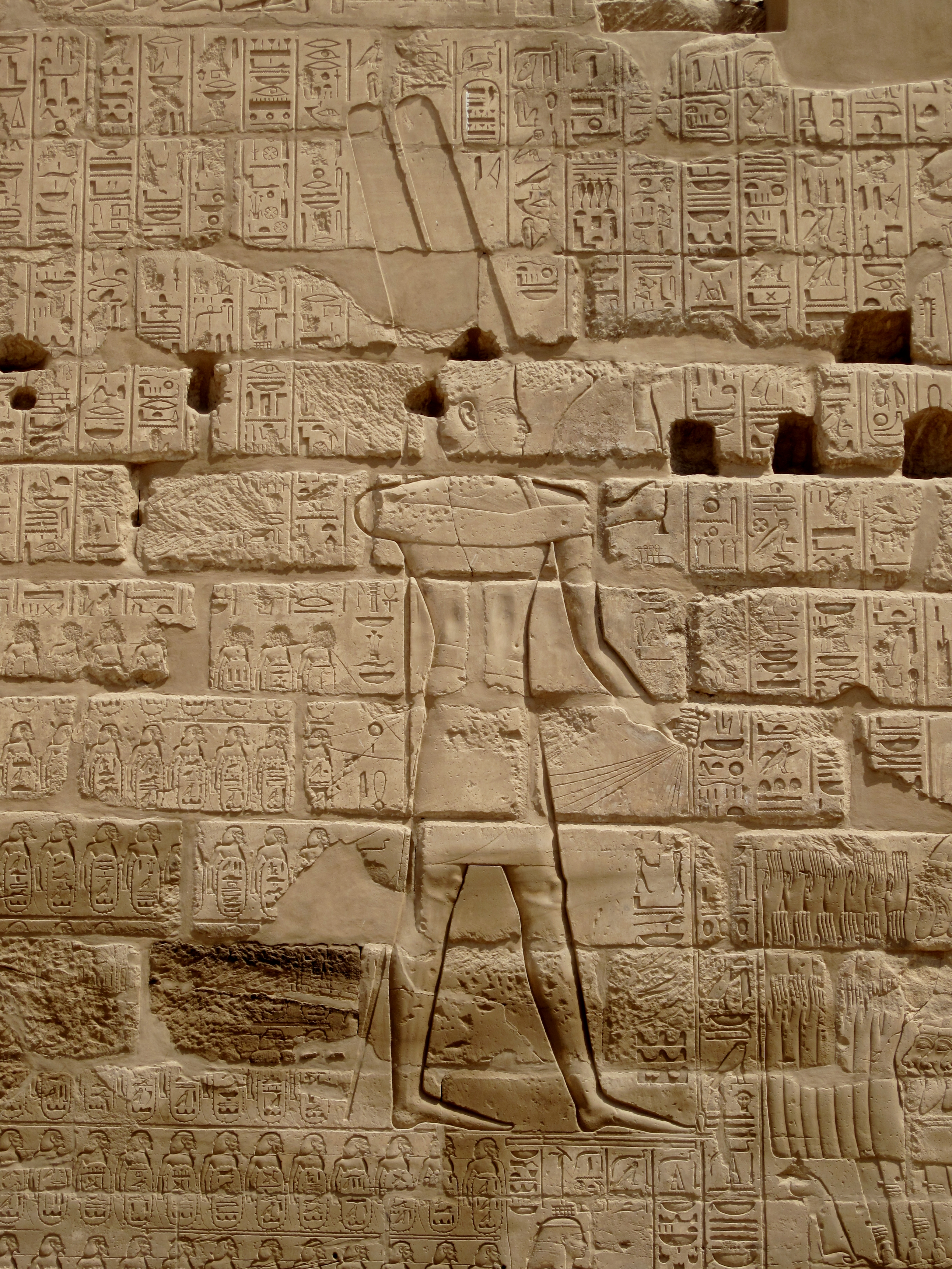
بوابة تل البسطة في معبد الكرنك تصور قائمة من الدول المدنية التي غزاها شيشنق في حملاته العسكرية في الشرق الأدنى. أورشليم ليست في القائمة.

يتم تضمين حملة شيشاق ضد مملكة يهوذا واحتلاله أورشليم في الكتاب المقدس العبري التناخ (1 الملوك 14:25 و2 سجلات 12:1-12). وفقًا لهذه الكتب، كان شيشق قد لجأ إلى يربعام خلال السنوات الأخيرة من حكم سليمان، وبعد وفاة سليمان، أصبح يربعام ملكًا على الأسباط في الشمال، والذين أصبحوا مملكة إسرائيل. وفي السنة الخامسة من حكم رحبعام (المؤرخة عادة ك926 قبل الميلاد)، اجتاح شيشق مملكة يهوذا بجيش قوي مؤلف من 60 ألف فارس و1200 مركبة دعمًا لحليفه يربعام ملك إسرائيل. ووفقًا للسجلين2 سجلات 12:3، فقد كان مدعومًا من قبل اللوبيين (الليبيين)، والسوكيم، والكوشيين («الإثيوبيين» في السبعونية). أخذ شيشق كنوز معبد يهوه وهيكل سليمان، بالإضافة إلى دروعٍ من الذهب صنعها سليمان؛ وقد استبدلها رحبعام بأخرى من النحاس.
وبحسب السجل الثاني،
يضيف يوسيفوس فلافيوس في كتابه آثار اليهود إلى هذه الوحدة عدد 400,000 من جنود المشاة. ووفقًا ليوسيفوس، لم يواجه جيشه أي مقاومة طوال الحملة، حيث استولوا على مدن رحبعام الأكثر تحصنًا «دون قتال». وأخيرًا، غزا أورشليم دون مقاومة، لأن «رحبعام كان خائفًا». لم يدمر شيشق أورشليم، بل أجبر ملك يهوذا رحبعام على تجريد الهيكل وخزينته من الذهب والكنوز المنقولة.
كان شيشق أيضًا متزوجًا من يربعام. لم يُذكر اسم زوجة يربعام في النص الماسورتي، لكنها بحسب السبعينية كانت أميرة مصرية تدعى أنو:
وأعطاه سوساكم يربعام أنو الأخت الكبرى لثيكمينا امرأته زوجة. كانت عظيمة بين بنات الملك...

## اسم شيشق
يبدو أن النصوص المكتوبة بلغات قديمة مختلفة تشير إلى أن الحرف المتحرك الأول كان طويلًا ومستديرًا، وأن حرف العلة الأخير كان قصيرًا. على سبيل المثال، يتم كتابة الاسم في الكتاب المقدس العبرية بأنه שישק [شيشق]. إن القراءات المختلفة في العبرية، التي من المقرر أن تكون بسبب الخلط بين الحروف <י> ياء و<ו> واو وبالتالي <<شيشق / شوشق>> التي هي مشتركة لا سيما في المخطوطات الماسورتية، تشير إلى أن العلة الأولى كانت منذ فترة طويلة في نطق اسمه. تستخدم الترجمة السبعينية Σουσακιμ [سوساكم]، والمستمدة من قراءة هامشية שושק [شوشق] من العبرية. هذا يشير إلى أن المتحدثون بالعبرية أو الناطقون باليونانية السكندريون الاسم خلال القرن الثاني قبل الميلاد قد نطقوا بحرف متحرك أولي طويل قريب من الخلف [u].[بحاجة لمصدر]

## مقارنة شيشق بشيشنق الأول
في السنوات الأولى بعد فك رموز الكتابة الهيروغليفية المصرية، على أسس كرونولوجية وتاريخية ولغوية، حدد جميع علماء المصريات تقريبًا أن شيشق هو شيشنق الأول من الأسرة الثانية والعشرين، الذي غزا كنعان عقب معركة البحيرات المرة. لقد تم الحفاظ على هذا الموقف من قبل معظم العلماء منذ ذلك الحين، وما زال هذا هو موقف الأغلبية. إن حقيقة أن شيشنق ترك وراءه «سجلات صريحة لحملة نحو كنعان (مشاهد، وقائمة طويلة من أسماء الأماكن الكنعانية من النقب إلى الجليل؛ لوحات)، بما في ذلك لوحة [وجدت] في مجيدو» تدعم التفسير التقليدي. مع ذلك هناك بعض الاستثناءات الملحوظة، مثل أورشليم نفسها التي لم يرد ذكرها في أي من سجلات حملته. قد يبدو هذا متناقضًا مع رواية الكتاب المقدس التي تذكر أورشليم صراحة. ومع ذلك، فإن البديل الشائع لاسم شوشينق يحذف الحروف الرسومية الخاصة به، مما يجعله يُنطق «شوشيق».

## بوابة تل البسطة

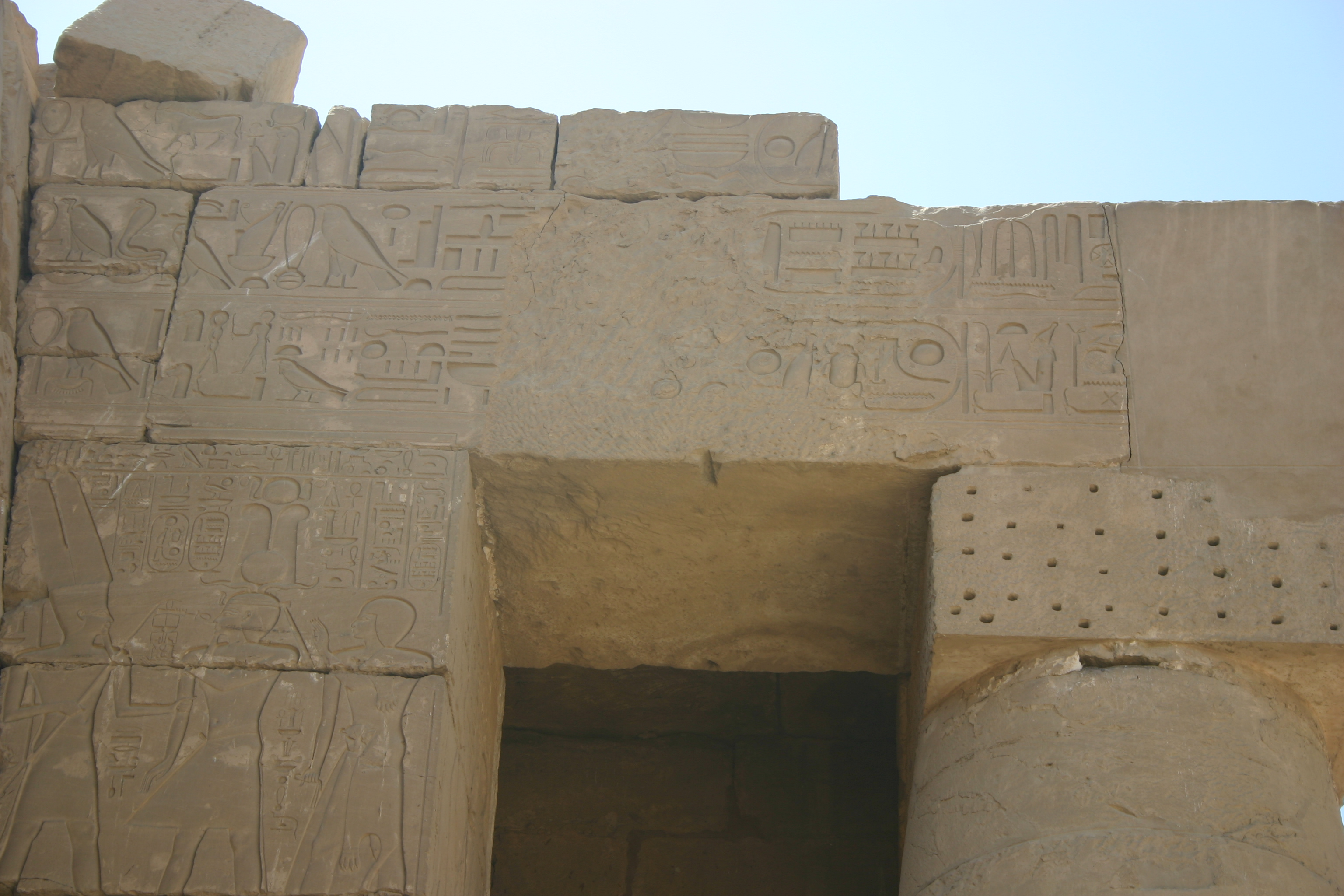
بوابة تل بسطة في الكرنك، تُظهر خرطوشًا لشيشنق الأول.

أظهرت بوابة تل بسطة، وهي لوحة نقش اكتشفت في الكرنك، في صعيد مصر، ونقوش مماثلة على جدران معبد صغير في آمون في الهبة، فرعون شيشنق الأول الذي يحمل في يده مجموعة من السجناء. تقع أسماء المدن التي تم الإستيلاء عليها بشكل أساسي في أراضي مملكة إسرائيل (بما في ذلك مجيدو) مع عدد قليل من المدن المدرجة في النقب، وربما فيليستيا. إن بعض هذه تشمل بعض المدن التي حصنها رحبعام وفقًا للسجلات.
يُعتقد عمومًا أن البوابة تُسجل حملة تاريخية لشيشنق الأول في يهوذا، لكنها لا تذكر نهب أورشليم، ولا يوجد بها ذكر لرحبعام أو يربعام. لقد أُقترحت عدة تفسيرات لهذا الإغفال لأورشليم: ربما مُسح اسمها، وربما نُسخت القائمة من قائمة فتوحات فرعون أقدم، أو أن افتداء رحبعام للمدينة (كما هو موضح في الكتاب الثاني من السجلات) من شأنه أن ينقذ المدينة من إدراجها في النقش.

## آراء النقاد
لقد زُعم أن أعداد الجنود المصريين الواردة في سجلات الأيام يمكن «تجاهلها بأمان باعتبارها مستحيلة» لأسباب تتعلق بعلم المصريات؛ وبالمثل، من المرجح أن يكون عدد المركبات التي تم تسجيلها في السجلات الثانية مبالغ فيها بمقدار عشرة أضعاف، حيث أن قيادة 60,000 خيل عبر سيناء والنقب كانت مستحيلة من الناحية اللوجستية، ولا وجود لدليل على سلاح الفرسان المصري قبل عصر الأسرة المصرية السابعة والعشرون. إن الكنوز التي أخذها شيشق هي أيضًا غير محتملة إلى حد كبير. أولاً، لا وجود مملكة إسرائيل الموحدة لإسرائيل ويهوذا في قائمة شيشنق الأول للأعداء الذين احتلهم. ثانيًا، يزعم بعض العلماء مثل إسرائيل فينكلشتاين أن الثقافة المادية لأورشليم والمناطق المحيطة في القرن العاشر كانت بدائية جدًا بحيث لا تسمح بأي كنز يهتم به فرعون مصري. خَلُص فينكلشتاين إلى أن قصة النهب «يجب أن تكون على الأرجح بناءً لاهوتيًا وليست كمراجع تاريخية.»:175

## نظريات هامشية
قُدمت تعريفات أخرى لشيشق من قبل أخصائيين في مراجعة التاريخ بحجة أن رواية شيشنق الأول لا تتطابق مع رواية الكتاب المقدس عن كثب، ولكن هذه تعتبر نظريات هامشية. وفي كتابه عصور في فوضى، عرَّفه إيمانويل فيليكوفسكي بأنه تحتمس الثالث من الأسرة المصرية الثامنة عشر. وفي الآونة الأخيرة، عرَّفه حدده التسلسل الزمني الجديد لديفيد روهل برمسيس الثاني من الأسرة المصرية التاسعة عشر، فيما عرَّفه بيتر جيمس بأنه رمسيس الثالث من الأسرة المصرية العشرون.

## في الثقافة الشعبية
ذُكر شيشق في فيلم المغامرات والحركة سارقو التابوت الضائع لستيفن سبيلبرغ باعتباره الفرعون الذي استولى على تابوت العهد من هيكل سليمان خلال غاراته على أورشليم وأخفاه في بئر النفوس في تانيس.

## وصلات خارجية
- حملة فرعون شوشينق الأول في فلسطين، بقلم كيفن ويلسون
- الحملة الفلسطينية لشيشانق الأول
- اجتياح أورشليم على Templemount.org